# Groesbeck (Ohio)
Groesbeck es un lugar designado por el censo ubicado en el condado de Hamilton en el estado estadounidense de Ohio. En el Censo de 2010 tenía una población de 6788 habitantes y una densidad poblacional de 889,94 personas por km².

## Geografía
Groesbeck se encuentra ubicado en las coordenadas 39°13′45″N 84°35′49″O / 39.22917, -84.59694. Según la Oficina del Censo de los Estados Unidos, Groesbeck tiene una superficie total de 7.63 km², de la cual 7.63 km² corresponden a tierra firme y (0%) 0 km² es agua.

## Demografía
Según el censo de 2010, había 6788 personas residiendo en Groesbeck. La densidad de población era de 889,94 hab./km². De los 6788 habitantes, Groesbeck estaba compuesto por el 84.5% blancos, el 11.73% eran afroamericanos, el 0.15% eran amerindios, el 0.68% eran asiáticos, el 0.01% eran isleños del Pacífico, el 0.46% eran de otras razas y el 2.47% pertenecían a dos o más razas. Del total de la población el 1.44% eran hispanos o latinos de cualquier raza.